# وقواق السحالي البورتوريكو
وقواق السحالي البورتوريكو (الاسم العلمي Coccyzus vieilloti)، طائر من العصعوص وفصيلة الوقواقية. موطنه بورتوريكو. قوته السحالي والعناكب والحشرات الكبيرة.